# Сегела
Сегела́ (фр. Séguéla) — город на западе Кот-д’Ивуара, административный центр области Вородугу, а также одноимённого департамента.

## Географическое положение
Город находится в южной части области, к югу от реки Банорони (приток реки Красная Бандама), на расстоянии приблизительно 195 километров к северо-западу от столицы страны Ямусукро. Абсолютная высота — 309 метров над уровнем моря.

## Население
По данным переписи 1988 года численность населения города составляла 29 003 человек.
Динамика численности населения города по годам:
| 1975   | 1988   | 2012   |
| ------ | ------ | ------ |
| 12 692 | 29 003 | 67 240 |

## Транспорт
В 2 километрах к западу от города расположен небольшой одноимённый аэропорт (ICAO: DISG, IATA: SEO).